# Études françaises
Pour un panorama des études en France, voir Études en France.
Études françaises est une revue québécoise qui se consacre à la critique, à l'histoire et à la théorie des littératures de langue française. Elle est publiée depuis 1965 à raison de trois numéros par an, qui se composent d’un dossier thématique construit autour d’une problématique précise et d’une rubrique d’articles libres intitulée « Exercices de lecture » qui rend compte des travaux de la recherche en train de se faire.

## Historique
En Allemagne, dans les années 1970 et 1980, il existait une série de manuels en trois parties « Études françaises » publiée par l'éditeur « Klett ».  Le livre met en scène la famille Leroc, ses enfants Daniel et Brigitte, et un petit chien. Mme Leroc feuilletait des magazines de mode. M. Leroc travaillait au bureau. Daniel jouait au ping-pong, Brigitte écoutait de la musique.   Études françaises est créée en 1965 sous l’égide du département d’Études françaises (devenu en 2003 le département des Littératures de langue française) de l’Université de Montréal, lui-même créé en 1962. Elle est, depuis l’origine, publiée par les Presses de l’Université de Montréal.
Son premier numéro paraît en février 1965 avec un sous-titre, « Revue des lettres françaises et canadiennes-françaises », qu’elle conserve jusqu’en 1974. Son premier directeur est René de Chantal, son premier comité de rédaction est composé de Bernard Beugnot, Nicole Deschamps, Albert Le Grand et Michel Mansuy. Ces fondateurs « souhaitent contribuer au resserrement des liens, déjà étroits, qui unissent les universités d’Europe à celles du Canada français » et « voir s’amorcer un courant d’échanges entre Montréal et les universités américaines ». Georges-André Vachon succède en 1966 à René de Chantal entré dans la carrière diplomatique. Sous son impulsion, le prix de la revue Études françaises est créé en 1968.
Première revue universitaire québécoise à se consacrer à la recherche littéraire, elle étudie toutes les littératures de langue française, à travers le monde et à travers le temps, du Moyen Âge aux productions contemporaines. Ainsi déclare-t-elle, par la voix de son second directeur, en 1968 : « Parce qu’elle est publiée au Québec, dans un pays qui se cherche, notre revue est particulièrement attentive au renouvellement de la langue et des formes littéraires qui se poursuit, dans tous les pays francophones. » Témoignent de cet intérêt précoce pour la francophonie, la conférence de Léopold Sedar Senghor, « Qu’est-ce que la négritude ? », qu’elle publie en février 1967, ou le premier chapitre, inédit, des Soleils des indépendances d’Ahmadou Kourouma qu’elle offre à ses lecteurs en mai 1968, précédé d’une étude par Jean Cléo Godin de ce roman qu’elle couronne en lui remettant son premier prix.
Pendant les deux premières années de son existence, Études françaises paraît trois fois par année, en février, en juin et en octobre. En 1967, un numéro thématique s’ajoute au calendrier de ses publications (février, mai, août et novembre), instaurant un rythme de parution trimestriel que la revue soutient jusqu’en 1981. Au cours de cette période, elle publie des articles scientifiques, des instruments de travail et de recherche, des « Notes et documents », une « Bibliographie des lettres canadiennes-françaises », des comptes rendus (de 1965 à 1970), des chroniques de la littérature québécoise (de 1970 à 1972) devenues numéros annuels en 1973 et en 1974, des témoignages et des textes de création signés par Michel Beaulieu, Nicole Brossard, Roch Carrier, Réjean Ducharme, Jacques Ferron, Claude Gauvreau, Paul-Marie Lapointe, Antonine Maillet, Gaston Miron, Pierre Nepveu ; des interventions d’Alfred Desrochers, Jacques Godbout, Gilbert Langevin, André Major, Claude Péloquin, Jacques Renaud.
Entre 1967 et 1970, elle publie plus d’une centaine de textes de toutes natures dans des numéros qui contribuent à la défense et à l’illustration de la littérature québécoise, de la Nouvelle-France au XIXe siècle, et à l’invention de sa tradition tandis que se développe son enseignement collégial et universitaire.
Études françaises adopte en 1974 la formule des numéros entièrement thématiques qui lui permet de susciter des recherches autour d’auteurs ou de théoriciens, d’approches ou de genres, de questions jugées importantes. À partir de la fin de l’année 1975, elle paraît, sauf une exception en 1980, sous la forme de deux numéros doubles annuels, en avril et en octobre. Selon Jacques Michon, à la date de 1979, 48 % du contenu d’Études françaises est québécois.
Revenue, en 1982, à la publication de trois numéros par année (printemps, automne, hiver), elle continue à travailler entre les frontières et les disciplines, en dialoguant avec les autres arts. Elle n’a pas cessé de publier des témoignages ou des inédits, d’auteurs québécois : Victor-Lévy Beaulieu, Jacques Godbout, Jacques Poulin, Stefan Psenak, Yolande Villemaire, Paul-Marie Lapointe et Claude Gauvreau ; belges : Éric Clémens, Marc Quaghebeur ; français : Maylis de Kerangal, Hervé Guibert, Pascal Quignard, Francis Ponge ; de la francophonie : Abdelkébir Khatibi, Ahmadou Kourouma, Boubacar Boris Diop, Tierno Monénembo.
Créée en 1987 sous le titre « Chroniques » afin de renouveler sa politique d’ouverture en accueillant tous les types de travaux, notamment ceux de jeunes chercheurs, quels que soient leurs objets, leurs perspectives et leurs approches théoriques ou méthodologiques, devenue « Exercices de lecture » en 1992-1993, la rubrique de ses articles libres s’étend parfois à l'ensemble d'un numéro.
En 2022, Études françaises a refondé et agrandi sur une base paritaire son conseil scientifique international fondé en 1984. Ce conseil se compose aujourd’hui de quatorze spécialistes de premier plan internationalement reconnus dans leurs domaines propres de recherche, qui font carrière dans sept pays différents. 
Revue littéraire, internationale et interdisciplinaire, Études françaises n’est pas la revue d’un corpus ni d’un objet, elle n’émane d’aucune société savante ni d’aucun groupe de recherches, et n’illustre aucun choix théorique exclusif ni aucune perspective critique unique. Au terme des quinze premières années de son existence, elle n'a publié que quatre courts textes d’orientation, qui insistent tous sur sa souplesse éditoriale, sur son ouverture à tous les modes d’interrogation des œuvres. C’est ainsi que l’enseignement de la littérature, l’épistolaire, la génétique textuelle, l'économie, l’histoire, l’onomastique, la philosophie et l’histoire de l’art, la rhétorique, la sociologie de la littérature, la sociocritique, des dossiers sur les études de presse, sur les médias et sur internet, sur les genres littéraires (le conte, le fabliau, le journal, le manifeste, le poème en prose, la poésie, le récit, le roman, le théâtre, la tragédie), des travaux bibliographiques y trouvent naturellement leur place.
Études françaises a célébré le cinquantenaire de sa naissance en 2014 en publiant un volume jubilaire (trois numéros) réunissant des analyses et de nombreux témoignages, documents, textes de création et inédits. Les numéros qu’elle publie font régulièrement l’objet de comptes rendus dans diverses revues savantes.

## Liste des directrices et des directeurs
- 1965 : René de Chantal
- 1966-1978 : Georges-André Vachon
- 1979-1987 : Laurent Mailhot
- 1987-1991 : Robert Melançon
- 1991-1994 : Ginette Michaud
- 1994-2000 : Lise Gauvin
- 2000-2003 : Pierre Nepveu
- 2003-2008 : Lucie Bourassa
- 2008-2014 : Francis Gingras
- 2014-2019 : Élisabeth Nardout-Lafarge
- depuis 2019 : Stéphane Vachon

## Comité de rédaction
- Isabelle Arseneau, Université McGill
- Lucie Desjardins, Université du Québec à Montréal
- Ugo Dionne, Université de Montréal
- Michel Fournier, Université d’Ottawa
- Barbara Havercroft, Université de Toronto
- Claire Legendre, Université de Montréal